# شياكا أوغبوغو
شياكا أوغبوغو (مواليد 15 أبريل 1995) هي لاعبة كرة طائرة أمريكية تلعب في نادي فاكيف بنك.